# Баженов Василь Миколайович
Васи́ль Микола́йович Баже́нов (16 лютого 1916, с. Капшино, Тверська губернія — 8 квітня 1995, Хмельницький) — український письменник. Член Спілки письменників України (1975).

## Біографічні дані
Народився у сім'ї священника. 1939 року заочно закінчив Московський педагогічний інститут іноземних мов. 1939 призвано на військову службу. Учасник радянсько-фінської війни, приєднання Буковини, та німецько-радянської війни.
Після війни викладав у зооветеринарному технікумі в селі Новоселиця Старокостянтинівського району (1947—1958). 1958 переїхав у Хмельницький: викладав німецьку мову, літературу та технічний переклад у школі з викладанням низки предметів іноземною мовою, згодом перейшов на творчу роботу.

### Родина
Дружина (від 1946) — Тамара Костянтинівна Яковлєва. Син — науковець-історик Лев Баженов (1946—2022). Двоюрідний дядько — ветеринарний токсиколог та фармаколог Сергій Баженов (1902—1983).

## Творчість
Писав російською мовою. Друкувався від 1958 року.
Збірки повістей та оповідань «Лесная повесть» (Київ, 1959), «Одолень-корень» (Київ, 1966; 1986), «Ручеёк моего детства» (Київ, 1974), «Лесной хирург» (Київ, 1980), «Золотой олень» (Львів, 1985), «Хозяин горного озера» (Київ, 1986) про таємниці природи та її збереження.
Повість «Право на счастье» (1966) про учнівську молодь.
Роман «Сохрани солнце!» (Київ, 1986) про події Другої світової війни.
Лауреат обласної комсомольської премії «Корчагінець».

## Пам'ять
16 лютого 2002 року у Хмельницькому навчально-виховному комплексі № 6 (нині — спеціалізована загальноосвітня школа № 6) відкрито кімнату-музей Василя Баженова, презентовано книгу Льва Баженова та Бориса Кузіни «Василь Баженов: сторінки життя і творчості» (Хмельницький, 2001). 15 квітня 2005 року в цій же школі проведено науково-практичну конференцію «Василь Баженов і сучасність».

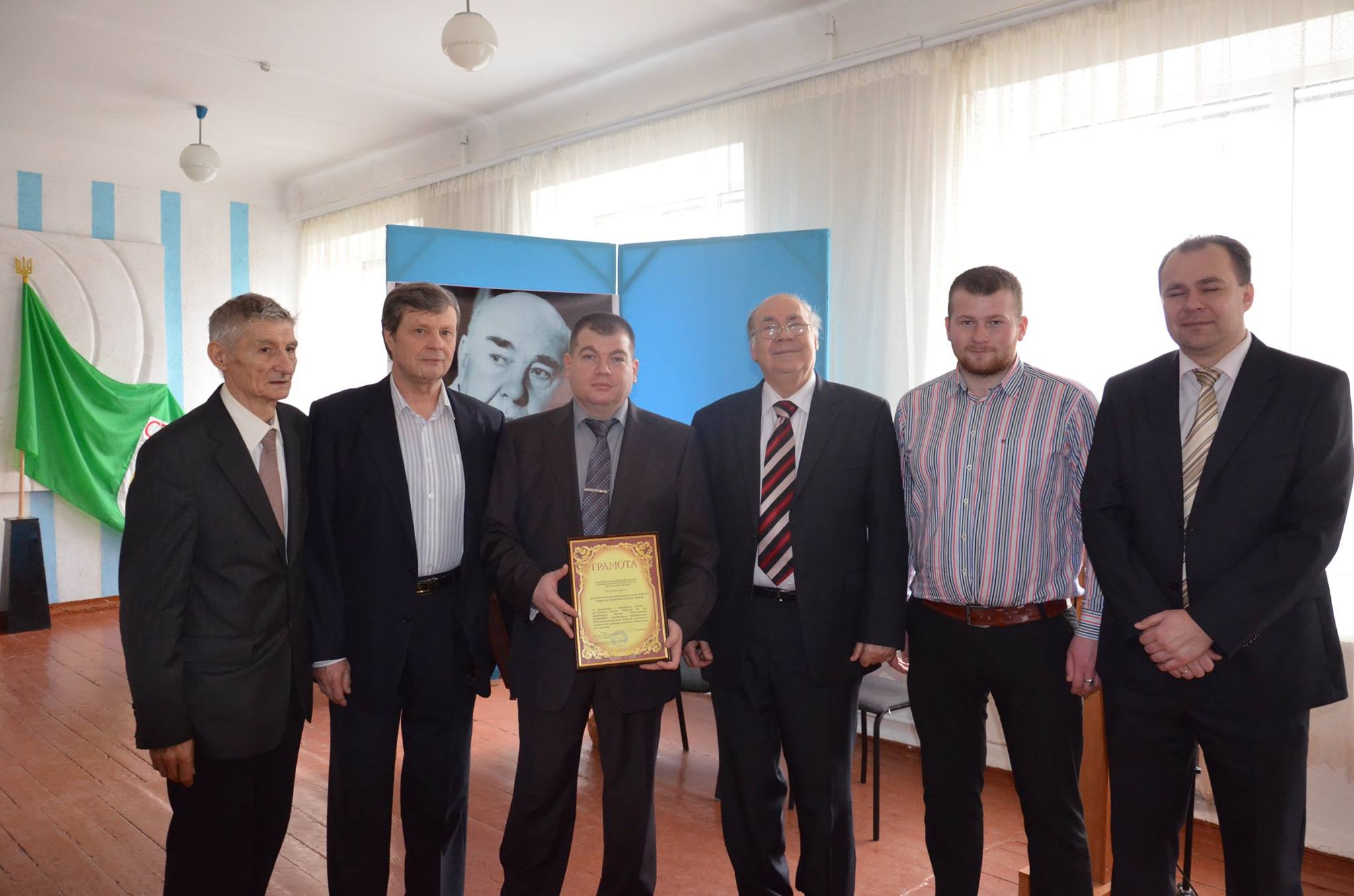
конференція

16 лютого 2016 році в СЗОШ № 6 м. Хмельницького проведено наукову конференцію, присвячену 100-річниці народження видатного письменника. В продовження відзначення цієї події 25 лютого в науковій бібліотеці ім. Миколи Островського проведено міжрегіональну науково-практичну конференцію «Василь Баженов: життя і творчість в ім'я України і рідної Хмельниччини».